# Porąbki (Opole)
Pour les articles homonymes, voir Porąbki.
Porąbki est une localité polonaise de la gmina de Rudniki, située dans le powiat d'Olesno en voïvodie d'Opole.